# Jar (osiedle)
Jar (ros. Яр) – osiedle w Rosji, w Udmurcji, ośrodek administracyjny rejonu jarskiego. W 2010 liczyło 6596 mieszkańców.